# Šabina (tvrz)
Šabina je renesanční tvrz vzniklá přestavbou gotické tvrzi. Nachází se ve stejnojmenné obci v okrese Sokolov v Karlovarském kraji při pravém břehu Ohře, v blízkosti lávky pro pěší přes řeku, postavené na místě původního přívozu. Tvrz sloužila v 16. století jako panské sídlo Perglerům z Perglasu, později Štolcům ze Simsdorfu. V 50. letech 20. století sloužila místnímu státnímu statku jako sýpka a skladiště. Od roku 1963 je tvrz chráněna jako kulturní památka.

## Historie
Původně gotickou tvrz v Šabině vybudovali buď Perglerové nebo Štolcové. Historikové předpokládají, že dříve si tvrz za své správní sídlo vybrali spíše Perglerové a teprve později získali tvrz Stolzové ze Simsdorfu, neboť bohatí Štolcové by si jistě vybudovali honosnější sídlo.
Ves Šabinu vlastnil na počátku 16. století loketský hejtman Vilém Pergler z Perglasu (nyní Chlumek). V roce 1525 je jako vlastník vsi uváděn Václav Pergler.

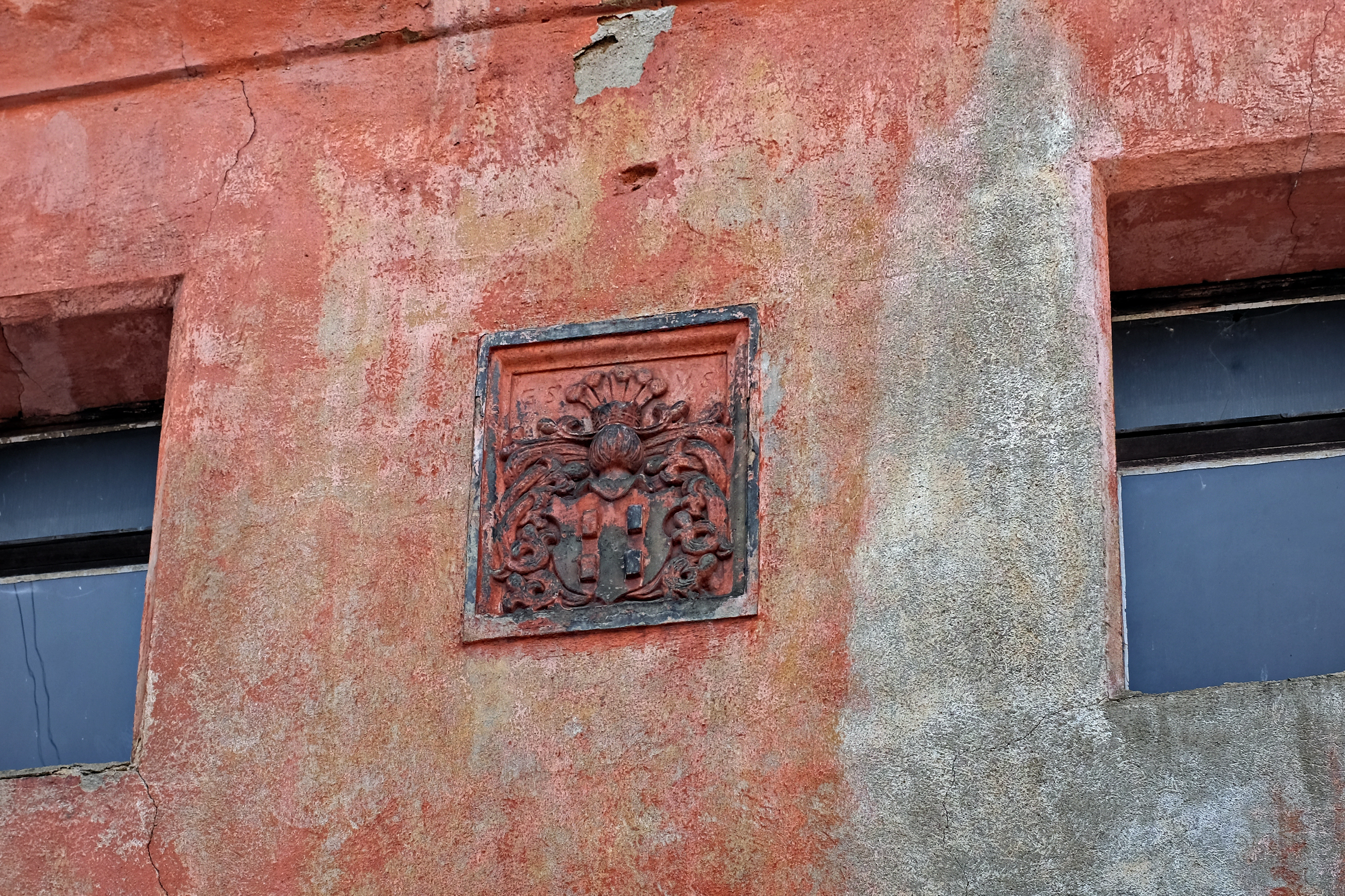
Erb Štolců na fasádě

Po porážce stavovského odboje propůjčil král Ferdinand I. v roce 1551 Šabinu loketskému soudci Mikuláši Štolcovi ze Simsdorfu. Po rozdělení majetku mezi tři syny Mikuláše Štolce získal roku 1567 ves spolu s tvrzí prostřední syn Jiří. Po zabavení majetků Štolců po bitvě na Bílé hoře získal Šabinu rada královského apelačního soudu v Praze Bartoloměj Brunner z Vildenavy. Po třicetileté válce ztratila tvrz význam jako opevněné sídlo, zůstávala však hospodářským a správním objektem. Roku 1651 se uvádí majitel šabinské tvrzi plukovník Jan Jakub Pirovano a v roce 1654 patřila ves s tvrzí ke kynšperskému panství Metternichů.
Roku 1745 držela ves i s tvrzí Veronika Dorota svobodná paní z Becku, rozená Straková z Nedabylic. V roce 1765 získali ves Nosticové a připojili Šabinu ke svému falknovskému panství. V polovině 18. století provedli Nosticové úpravy v barokním stylu. Tvrz sloužila ke správě hospodářství. Asi do roku 1870 byla tvrz využívána jako zájezdní hostinec. Po adaptaci byla do tvrze umístěna roku 1891 jednotřídní obecná škola a byt učitele. Škola zde byla do roku 1904, kdy byla ve vsi v nové budově čp. 80 otevřena dvoutřídka. Ve tvrzi měl potom pekařství J. Jakob. Po roce 1948 využívaly tvrz státní statky jako skladiště a sýpku. Po sametové revoluci přešla tvrz při privatizaci do soukromého vlastnictví. V památkovém katalogu Národního památkového ústavu je stav památky popsán jako havarijní.

## Stavební podoba
Původně pozdně gotická tvrz, výrazně stavitelsky upravena v 16. století v renesančním stylu, je větší jednopatrová zděná stavba. Volně stojící objekt má obdélný půdorys o rozměrech asi 19x13,8 metrů. Střecha je valbová, krytá plechem, okna v přízemí mají štukové ostění a kamennou podokenní římsu. Ostění v patře je zkosené. V patře je pět okenních os, z čehož dvě jsou se sešikmeným ostěním. Na severovýchodním průčelí je mezi okny umístěn reliéfní erb rodu Štolců s iniciálami G.S.V.S. (Georg Stolz von Simsdorf), prozrazující jeho nejspíš druhé majitele Jiřího Štolce. Reliéf byl vnější fasádu umístěn po roce 1567. Bohatě profilovaná hřebínková klenba v přízemních místnostech, skládaná do křížových a hvězdicových ornamentů je charakteristická pro období přechodu gotiky do rané renesance. Z doby, kdy tvrz vlastnili Nosticové, pochází barokní úpravy, zejména části ostění oken a dnes zabílená nástěnná malba ve velkém sále v prvním patře. Do současnosti se dochovaly dva hodnotné původní portály v přízemí tvrze.